# Black Adam
Black Adam är en fiktiv figur som skapades 1945 av Otto Binder och C. C. Beck. Figuren skapades ursprungligen som en superskurk för Fawcett Comics hjälte, Captain Marvel, och fortsatte att publiceras efter att DC Comics tog över rättigheterna.
2009 blev Black Adam rankad som nummer 16 i IGN:s lista över de bästa serietidningsskurkarna någonsin.

## Historik
I originalet beskrivs Black Adam som en korrupt fornegyptisk föregångare till Captain Marvel som kämpade sig fram till modern tid för att utmana hjälten och hans familj. Sedan början av 2000-talet har Adam omdefinierats av DC-författarna Jerry Ordway, Geoff Johns och David S. Goyer som en korrupt antihjälte som försöker rentvå sitt namn. Urvalet i serier som JSA, Villains United, Infinite Crisis och 52 har höjt figurens framträdande i DC Comics.

## Krafter och förmågor
Adam har samma krafter som Captain Marvel. När han som Theo Adam säger namnet "Shazam" förvandlas han till Black Adam, och får därmed egenskaperna från Shus uthållighet, Herus snabbhet, Amons styrka, Zehutis visdom, Atons kraft och Mehens mod.